# 広通駅
広通駅（こうつうえき/簡体字: 广通站）は中華人民共和国雲南省楚雄イ族自治州禄豊市にある中国国鉄昆明鉄路局が管轄する駅であり、成昆線から分岐する広大線の起点である。

## 隣の駅
中国鉄路総公司
成昆線
甸尾駅 - 広通駅 - 大旧荘駅
広大線
広通駅 - 赤木嶺駅